# Agrostis algida
Agrostis algida é uma espécie de gramínea do gênero Agrostis, pertencente à família Poaceae.